# Настоящие сеноеды
Настоящие сеноеды, или сеноеды, или древесные вши (лат. Psocidae) — семейство насекомых из отряда сеноедов. Главными характерными чертами представителей являются: pt свободная, поперечная r1—rs отсутствует (у некоторых редуцирована), гипандрий самца сложного строения, часто асимметричный. Одно из самых крупных семейств сеноедов, насчитывающее свыше 900 видов, из которых в Европе обитают 42 вида.

## Описание
Усики 13-сегментные, у некоторых представителей значительно длиннее крыльев. Нижнегубный щупик двухсегментный. Вершина лацинии с двумя неравными зубцами.
Крылья нормально развиты у обоих полов или укорочены у самки. Передние крылья не опушенные. pt крупная, свободная, у немногих с рудиментарной поперечной r1—rs, RS и M срастаются на некотором протяжении или соединяются в одной точке или  поперечной rs—m, ячейка ap с темя-пятью углами, соединены с M вершиной или поперечной m—cua1. Задние крылья обычно не опушенные, редко с немногими краевыми волосками между ветвями RS, соединение RS и M изменчиво.
Формула лапок имаго 2-2-2; коготки с зубцом, щетинковидной пульвиллой и базальной щетинкой.
Парапрокты самца с шаровидным выступом, гипандрий самца образован девятым или восьмым и девятым стернитами, разнообразно орнаментирован, симметричный или а симметричный; парамеры пениса раздельные или сросшиеся в симметричную или асимметричную выемку. Генитальная пластинка самки с более или менее сильно развитой медиальной лопастью. Яйцеклад состоит из трёх пар створок, дорсальные створки широкие, на вершине округлые или заострённые, наружные створки более или менее сильно поперечные.

## Развитие
Самка откладывает яйца кучками и покрывает их ректальными выделениями или, реже, паутинкой.

## Экология
Эти сеноеды живут на стволах и ветвях деревьев и кустарников, а также под камнями.